# Романовский, Николай Александрович
 Николай Александрович Романовский  (1860—1928) — русский военачальник, генерал-лейтенант.

## Биография
Происходил из дворян Полтавской губернии. Родился 1 (13) сентября 1860 года.
Окончил Полтавский кадетский корпус (1878) и  Михайловское артиллерийское училище (1881); выпущен в 31-ю артиллерийскую бригаду.
С 1891 года до 1 декабря 1907 года, когда был назначен на должность командира 3-го дивизиона 36 артиллерийской бригады, служил на дальнем Востоке. Был награждён орденом Св. Станислава 2-й степени (1899); в 1901 получил мечи к этому ордену и произведён в подполковники.
В 1900—1901 гг. участвовал в походе против китайцев. Принимал участие в русско-японской войне, был во многих боях. За сражение у д. Саншинлипу и горы Сампсон подполковник Романовский был награждён орденом Св. Георгия 4-й степени. Принимал непосредственное участие в боях при отражении штурмов Порт-Артура и 23 декабря 1904 года был отправлен, как военнопленный, в Японию. За русско-японскую войну был также награжден: чином полковника (07.11.1904), золотым оружием, орденом Св. Владимира 4-й степени с мечами и бантом, орденом Св. Анны 2-й степени с мечами.
В 1906 году окончил офицерскую артиллерийскую школу и зачислен в списки 3-й батареи 4-й Восточно-Сибирской стрелковой артиллерийской бригады.
С 24 мая 1910 года командовал 1-м дивизионом 36-й артиллерийской бригады. Был произведён, «за отличие по службе», 3 июня 1911 года в генерал-майоры и назначен командиром 40-й артиллерийской бригады, находившейся в составе 40-й пехотной дивизии. В 1912 году получил орден Св. Владимира 3-й степени.
Имел также серебряную медаль с бантом в память русско-японской войны, знак за 50 лет службы Е. И. В. Вел. Кн. Михаила Николаевича, медаль в память Царствования Императора Александра III и за поход в Китай 1900—1901 гг.